# Historia del uniforme de la Unione Calcio Sampdoria

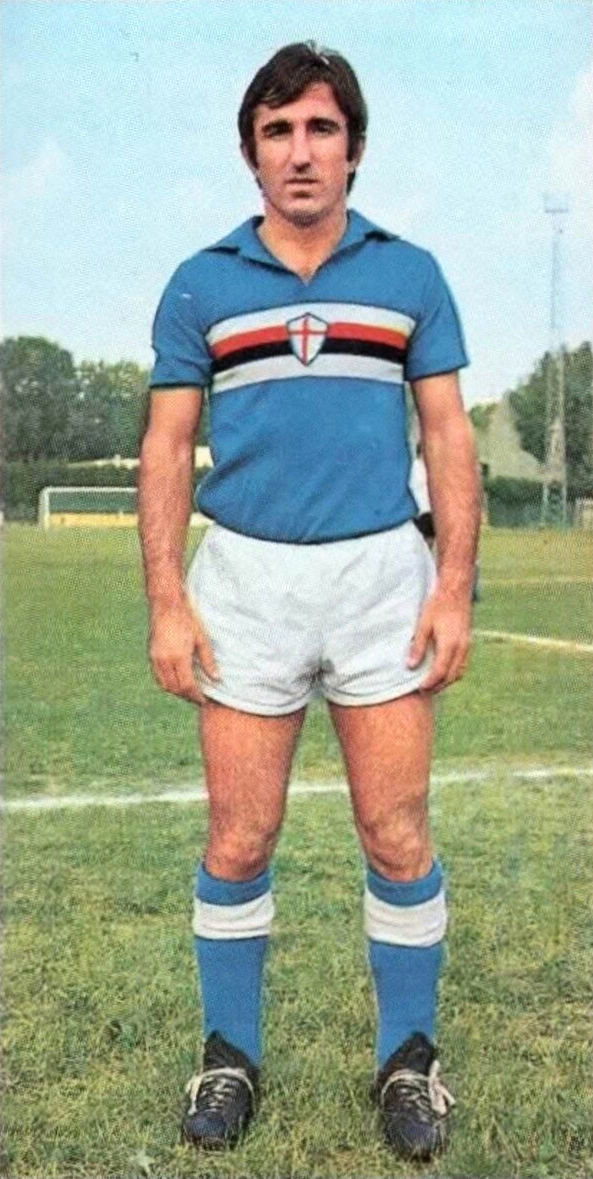
Fulvio Francesconi con el clásico uniforme de la Sampdoria en los años 1970: camiseta azul con franja blanca-roja-negra-blanca, pantalón blanco y medias azules.

El uniforme de la Unione Calcio Sampdoria se caracteriza, desde su fundación en 1946, por los colores que se originaron como resultado de la unión cromática entre las anteriores camisetas blancas, rojas y negras de Sampierdarenese, con las blancas y azules de Andrea Doria, que fueron las instituciones que se fusionaron para formar a la Sampdoria. El resultado fue una camiseta de fondo azul con una franja horizontal blanca-roja-negra-blanca en el pecho, con el escudo de San Jorge, símbolo de Génova, en el centro de la banda.
Dado que las camisetas tenían un fondo azul con una banda en el pecho, a los jugadores de la Sampdoria se les apodó como Blucerchiati («circundados de azul»). La banda blanca-roja-negra-blanca, inicialmente fijada a la altura del corazón, ha ido cambiando su posición desde principio de los años 1980, más alta o más baja, para dar cabida a los logotipos de los patrocinadores. Los pantalones de la Sampdoria son generalmente blancos o, de forma menos común, azules, mientras que las medias, durante años compuestos por rayas horizontales blancas y azules, con el tiempo primero se han vuelto azules con detalles en blanco, y luego monocromáticos azul o blanco.
Su indudable singularidad cromática y estilística hizo que la camiseta de la Sampdoria representara de inmediato una verdadera excepción en la escena del fútbol italiano, ya que incluso en el ámbito internacional sigue siendo una rareza encontrar uniformes compuestos por cuatro colores diferentes. En 2012 la revista italiana Guerin Sportivo clasificó la camiseta original de los años 1940 en el cuarto lugar —primer lugar en cuanto a clubes— entre las 100 más bellas de la historia del fútbol, mientras que en 2016 la revista francesa So Foot Club situó a la camiseta de principios de los años 1990 en el segundo lugar. También son numerosos los clubes que han rendido homenaje a este uniforme. En el ámbito nacional destacan Maceratese y Amantea, mientras que en el exterior Dundee, Whitby Town, Niza, Olympique de Marsella y Colo-Colo. Los colores del club genovés también han ido más allá del ámbito futbolístico, tanto que en 2012 se convirtieron en la inspiración de una prenda de alta costura de la casa francesa Celine.

## Uniforme titular
Tras la Segunda Guerra Mundial, la decisión de Sampierdarenese y Andrea Doria de unirse para formar un nuevo equipo de fútbol supuso la fusión tanto de una parte de sus respectivos nombres como de sus colores, dado que ambas facciones no querían perder su identidad original.
No era, sin embargo, la primera vez que los dos clubes cruzaban sus destinos. En el verano de 1927, como parte de las disposiciones del régimen en materia de fútbol, Sampierdarenese y Andrea Doria se fusionaron para formar La Dominante, un equipo que se presentaba como una emanación del nuevo Génova y que utilizaba camisetas negras con ribetes primero blancos y luego verdes, además de llevar un grifo en el pecho combinado con las fasces. Los resultados negativos de La Dominante obligaron a las autoridades deportivas a revolucionar la institución en 1930. La Dominante también absorbió al Corniglianese, cambió su nombre a «Foot Ball Club Liguria» y adoptó una camiseta rojinegra; sin embargo, este proyecto tampoco tuvo éxito. En 1931 se canceló la fusión, lo que permitió el regreso de Sampierdarenese y Andrea Doria con sus respectivos colores, aunque en 1937 Sampierdarenese se vio obligado a tomar el nombre de «Associazione Calcio Liguria», conservando la histórica camiseta blanca con una banda roja y negra, tras la absorción de Corniglianese y Rivarolese. Los dos clubes continuaron sus caminos por separado hasta el final de la Segunda Guerra, cuando el 12 de agosto de 1946 el Sampierdarenese, que había recuperado su antiguo nombre, y Andrea Doria se fusionaron de forma definitiva: así nació la Sampdoria y su camiseta.
El uniforme del incipiente club reflejaba los colores de ambas instituciones fundadoras. La camiseta de Sampierdarenese, blanca con una banda rojinegra —aunque el rojo en realidad era producto de la absorción del AC Ligure, que tuvo lugar en 1919— se fusionó con el uniforme de Andrea Doria, dividido verticalmente a mitades blanco y azul. El resultado final fue una camiseta azul atravesada por una banda de color particular, lo que dio lugar a la combinación azul-blanco-rojo-negro-blanco-azul. En el centro de la citada banda coloreada se alzaba el escudo de San Jorge —anteriormente en el pecho de Andrea Doria— símbolo de la ciudad de Génova. En la parte posterior, los números en la parte posterior se superpusieron a las bandas de colores. El uniforme titular se completaba con un sencillo pantalón blanco, combinado con medias a franjas horizontales azules y blancas. Este esquema se mantuvo prácticamente invariable durante los primeros treinta y cinco años de historia del club, renunciando al diseño solo en contadas ocasiones.
En la temporada 1980-81 se introdujo en la camiseta el escudo del club, inicialmente en el lado izquierdo del pecho. A pesar de la liberalización de los patrocinadores de las camisetas en 1981, la Sampdoria mantuvo su uniforme sin logotipos hasta la temporada 1982-83. Precisamente con la llegada de las marcas comerciales, las camisetas del equipo de Liguria comenzaron a variar su diseño. De 1982 a 1988 las camisetas experimentaron una reducción progresiva de la franja para dejar espacio a la marca del auspiciador, mientras que el escudo del club migró a la manga izquierda.
Los uniformes de las siguientes temporadas mantuvieron el estilo de las anteriores con el añadido de algunos detalles. El azul intenso de la camiseta titular dio paso a una tonalidad más luminosa. A partir de la temporada 1988-89, para dar mayor visibilidad a los dorsales, la franja horizontal fue interrumpida por un cuadrado blanco, que luego pasó a ser azul en la temporada 1989-90, dentro del cual se colocó el propio número en negro. En estos años también se produjo la transición paulatina de las antiguas camisetas de algodón a las elaboradas con materiales sintéticos. Sin embargo, se señaló el caso particular de Gianluca Vialli quien, al no gustarle mucho las modernas telas de triacetato, durante un cierto período mandó preparar modelos especiales de cachemira para él.

### Evolución
| 1946-1950 | 1950-1968 | 1968-1972 | 1972-1975 | 1975-1976 | 1976-1980 | 1980-1981 | 1981-1988 | 1988-1989 |
| 1989-1990 | 1990-1991 | 1991-1992 | 1992-1994 | 1994-1995 | 1995-1996 | 1996-1998 | 1998-1999 | 1999-2000 |
| 2000-2001 | 2001-2002 | 2002-2003 | 2003-2004 | 2004-2010 | 2010-2011 | 2011-2012 | 2012-2013 | 2013-2014 |
| 2014-2015 | 2015-2016 | 2016-2017 | 2017-2018 | 2018-2019 | 2019-2020 | 2020-2021 | 2021-2022 | 2022-2023 |

## Uniforme alternativo
El segundo uniforme de la Sampdoria es histórica y tradicionalmente blanco, combinado con pantalones azules o blancos, lo mismo que en las medias. Como una especie de rasgo distintivo, hasta principios de la década de 1990, el club de Liguria había utilizado de forma permanente camisetas alternativas que diferían estilísticamente de las titulares. En los más de cuarenta años que siguieron a su fundación, la Sampdoria utilizó diversos modelos. En los años 1970 el uniforme alternativo se caracterizó por modelos minimalistas sobre las que solo se exhibía el escudo de San Jorge. En cambio, en la década de 1980 le tocó el turno a una camiseta que tenía la banda blanca-roja-negra rodeada de azul, transformada en una estrecha franja vertical que adornaba la zona derecha. De nuevo, la franja blucerchiata fue protagonista de uno de los modelos más icónicos, el de la temporada 1969-70, donde iba de manera diagonal.

### Evolución
| 1947-1965 | 1965-1966 | 1966-1967 | 1966-1969 | 1969-1970 | 1970-1980 | 1980-1981 | 1981-1982 | 1982-1985 |
| 1985-1986 | 1986-1988 | 1988-1989 | 1989-1990 | 1990-1991 | 1991-1992 | 1992-1994 | 1994-1995 | 1995-1996 |
| 1996-1998 | 1998-1999 | 1999-2000 | 2000-2001 | 2001-2002 | 2002-2003 | 2003-2004 | 2004-2010 | 2010-2012 |
| 2012-2013 | 2013-2014 | 2014-2015 | 2015-2016 | 2016-2017 | 2017-2018 | 2018-2019 | 2019-2020 | 2020-2021 |
| 2021-2022 | 2022-2023 |           |           |           |           |           |           |           |

## Tercer uniforme

### Evolución
| 1981-1982 | 1989-1990 | 1990-1991 | 1991-1992 | 1992-1994 | 1994-1995 | 1995-1996 | 1996-1998 | 1998-1999 |
| 1999-2000 | 2000-2001 | 2002-2003 | 2003-2004 | 2004-2010 | 2010-2011 | 2011-2012 | 2012-2013 | 2013-2014 |
| 2014-2015 | 2015-2016 | 2016-2017 | 2017-2018 | 2018-2019 | 2019-2020 | 2020-2021 | 2021-2022 | 2022-2023 |

## Especiales
| 2007-2009 Europa | 2007-2009 Europa | 2007-2009 Europa | 2010-2011 Europa | 2011-2012 Copa Italia |